# FC Ajax Lasnamäe
El FC Ajax Lasnamäe és un club de futbol amb seu a la ciutat de Tallinn, Estònia, concretament al districte de Lasnamäe. Fundat el 2017, el club competeix a II Liiga zona Est/Nord, la quarta divisió (tercera fins al 2012) més alta del futbol estonià.
El club també té un equip femení, que va aparèixer per primera vegada a la Naiste Meistriliiga, màxima divisió femenina, el 2018.

## Palmarès
- III Liiga- N: (1) amb el nom Lasnamäe JK.
  - 1998
- II Liiga N/E: (1) amb el nom Tallinna FC Ajax Estel.
  - 2002